# Медведевка (Минская область)
Медведевка (бел. Мядзведзеўка) — деревня в Борисовском районе Минской области Беларуси. Входит в состав Пригородного сельсовета.

## География
Деревня находится в северо-восточной части Минской области, к западу от реки Бродни, на расстоянии приблизительно 17 километров (по прямой) к северу от города Борисов, административного центра района. Абсолютная высота — 193 метра над уровнем моря. Площадь населённого пункта — 0,1781 км².

## История
Известна с XVIII века. В 1897 году входила в состав Борисовского уезда Минской губернии, насчитывалось 35 дворов и 221 житель.
По состоянию на 1909 год, в Медведевке имелось 40 дворов и проживало 289 человек. В административном отношении деревня входила в состав Кищино-Слободской волости. В 1916 году была открыта начальная школа.
В 1930 году, в ходе проведения коллективизации, был образован колхоз «Искра Ильича».
До 8 февраля 2010 года деревня входила в состав Бродовского сельсовета.

## Население
По данным переписи 2019 года, в деревне проживало 10 человек.
| Год  | Население, человек |
| ---- | ------------------ |
| 1800 | 66                 |
| 1897 | ↗ 221              |
| 1909 | ↗ 289              |
| 1917 | → 289              |
| 1926 | ↗ 301              |
| 1960 | ↘ 155              |
| 1988 | ↘ 29               |
| 2008 | ↘ 9                |
| 2009 | ↘ 7                |
| 2019 | ↗ 10               |